# Najbolji R&B i hip-hop albumi časopisa Billboard
Najbolji R&B i hip-hop albumi časopisa Billboard (eng. Top R&B/Hip-Hop Albums (prije naslovljeno Top R&B/Black Albums) je top ljestvica časopisa Billboard koja se bazira na R&B i hip hop albumima. Ime top ljestvice promijenjeno je 1999. godine iz Top R&B Albums u Top R&B/Hip-Hop Albums. Ljestvica je osnovana 1965. godine kao Hot R&B LPs. Od 1969. do 1978. godine zvala se Soul Charts. Ova ljestvica sadrži albume quiet storm, soul, R&B, new jack swing i hip hop žanra.

## Poveznice
- Billboard
- Top Rap Albums
- Hot R&B/Hip-Hop Songs

## Vanjske poveznice
- Službena stranica
- Trenutna ljestvica - Top R&B/Hip-Hop Albums